# Lesley Lokko

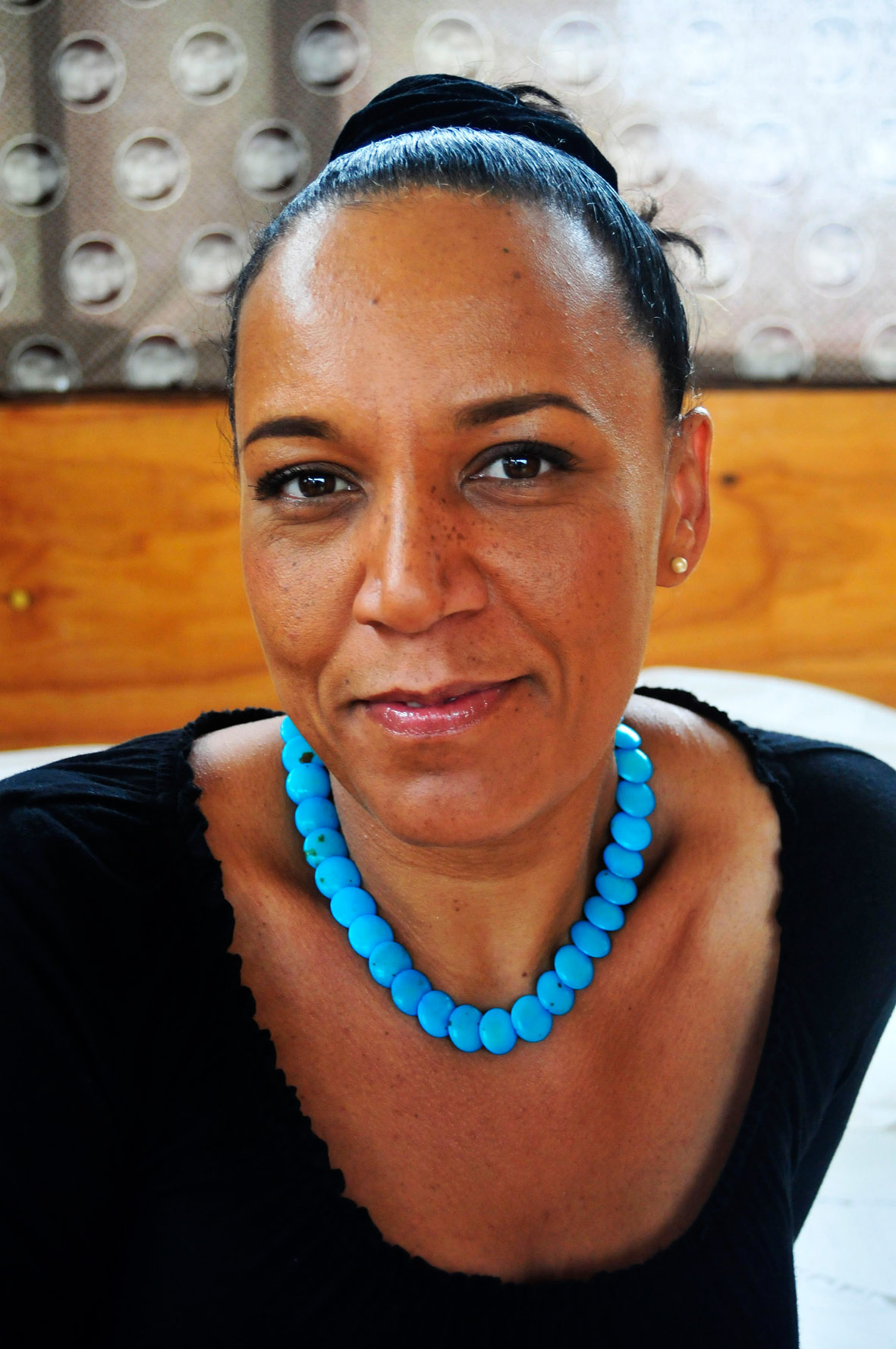
Lesley Lokko

Lesley Naa Norle Lokko, OBE, (* 1964 in Dundee, Schottland) ist eine ghanaisch-schottische Architektin, Hochschullehrerin und Romanautorin. 2023 kuratierte sie als vierte Frau und erste Person mit afrikanischen Wurzeln die Architekturbiennale Venedig. Nach verschiedenen internationalen Karrierestationen unter anderem in Johannesburg, London, Accra und Edinburgh wurde sie von 2019 bis 2020 Leiterin der Bernard and Anne Spitzer School of Architecture des City College of New York. 2021 kehrte Lokko nach Ghana zurück und gründete in Accra das African Futures Institute, eine Architekturfakultät für Graduierte und Plattform für Veranstaltungen. Sowohl ihr Wirken in der Architekturvermittlung, als auch ihr literarisches Werk, setzt sich mit dem Verhältnis von « Rasse », Kultureller Identität und Raum auseinander.

## Ausbildung
Lesley Lokko wurde 1964 in Dundee, Schottland, als Tochter eines ghanaischen Chirurgen und einer Schottin geboren. Sie wuchs in Ghana und Schottland auf. Mit 17 Jahren besuchte sie eine Privatschule in England. Lokko begann an der Oxford University Hebräisch und Arabisch zu studieren, bevor sie sich in den USA niederließ. 1992 schloss sie die Bartlett School of Architecture, University College London mit einem Bachelor und 1995 mit einem Master in Architektur ab. 2007 erlangte Lokko an der University of London die Doktorwürde in Architektur.

## Laufbahn

### Schriftstellerin und Herausgeberin
Lokkos schriftstellerisches Werk beschäftigt sich vorwiegend mit den Themen kulturelle Identität und Rassenidentität. Sie hält regelmäßig Vorträge in Afrika und hat in den USA, Großbritannien, unterrichtet. 2000 gab Lokko den Sammelband White Papers, Black Marks: Race, Culture, Architecture (University of Minnesota Press, 2000) heraus. Sie war Gründerin und Chefredaktorin von FOLIO: Journal of Contemporary African Architecture, zudem war sie an zahlreichen anderen universitären Publikationen in den USA und Großbritannien beteiligt. Ein Beitrag von Lokko ist Teil der 2019 erschienenen Anthologie New Daughters of Africa (hersg. Margaret Busby).
2004 veröffentlichte Lokko ihren ersten Roman und Besteller Sundowners, diesem folgten 11 weitere Romane, darunter Saffron Skies (2005), Bitter Chocolate (2008), One Secret Summer (2010), A Private Affair (2011) und Little White Lies (2014). Die Werke wurden teilweise ins Deutsche übersetzt.

### Architektur
Lokko hat an verschiedenen Architekturfakultäten in Afrika, Europa, den USA und Australien unterrichtet. In den USA war sie als Assistenzprofessorin für Architektur von 1997 bis 1998 an der Iowa State University und von 1998 bis 2000 an der University of Illinois at Chicago tätig. 2000 erhielt sie die Martin Luther King Gastprofessur an der University of Michigan. Danach zog sie für fast 10 Jahre nach Großbritannien, wo sie zunächst an der Kingston University, University of North London und später an der University of Westminster unterrichtete.
Nach ihrer Rückkehr nach Afrika wurde Lokko zunächst Visiting African Scholar an der University of Cape Town. In Partnerschaft mit der University of Johannesburg, gründete 2014/2015 Lokko die Graduate School of Architecture (GSA). Die GSA, lehnt sich an Vorbilder wie die Graduate School of Design der Harvard University und an Londons Architectural Association an.
2015 wurde Lokko Leiterin der frisch gegründeten Hochschule und zugleich Professorin für Architektur an der University of Johannesburg. Die Gründung der GSA fiel in eine Zeit politischer Debatten und großangelegter Studierendenproteste in Südafrika und ging einher mit einem zunehmenden Bewusstsein für die nationale Identität im postkolonialen Südafrika.
Im Juni 2019 wurde Lokko zur Dekanin der Bernard and Anne Spitzer School of Architecture am City College of New York berufen, sie blieb in dieser Position bis 2020. 2021 gründete sie in Accra, Ghana das African Futures Institute, welches sie seither leitet.
2021 war Lokko Jurymitglied für den goldenen Löwen der Architekturbiennale Venedig, im selben Jahr wurde sie zur Kuratorin der 18. Architekturbiennale von Venedig ernannt, die 2023 stattfand. Die internationale Architekturausstellung 2023 trug den Titel "The Laboratory of the Future" (Zukunftslabor) und beschäftigt sich laut Lokko mit den «Zwillingsthemen Dekolonisation und Dekarbonisierung» indem sie den „Blick auf zukünftige Praktiken und Sichtweisen des in der Welt seins“ richtet,  Lokko sagt: „Es ist unmöglich, eine bessere Welt aufzubauen, wenn man sich diese nicht zuerst vorstellen kann.“

## Auszeichnungen
Lokko wurde 2023 von Charles III. zum Officer of the Order of the British Empire (OBE) für Architektur und Bildung berufen.
2024 wurde Lokko vom Royal Institute of British Architects als erste Frau mit afrikanischen Wurzeln mit der Royal Gold Medall ausgezeichnet. 2021 erhielt sie im Rahmen der Women in Architecture Awards den Ada-Louise-Huxtable-Preis. 2020 wurde sie mit dem RIBA Annie Spink Award for Excellence in Architectural Education geehrt für ihr Engagement in Forschung und Lehre.

## Veröffentlichungen (Auswahl)

### Romane
- Die Welt zu Füßen. Diana Verlag, München 2005, ISBN 978-3-453-35073-1, S. 735 (Originaltitel: Sundowners. Übersetzt von Angelika Felenda).[1]
- Wen die Götter küssen. Diana Verlag, München 2005, ISBN 978-3-453-29009-9, S. 573 (Originaltitel: Saffron Skies. Übersetzt von Angelika Felenda).[1]
- Mein ist die Welt. Diana Verlag, München 2008, ISBN 978-3-453-35254-4, S. 575 (Originaltitel: Bitter chocolate. Übersetzt von Angelika Felenda).[1]
- Wie auf Wolken. Diana Verlag, München 2010, ISBN 978-3-453-35261-2, S. 607 (Originaltitel: Rich girl, poor girl. Übersetzt von Angelika Felenda).
- 2010: One Secret Summer
- 2011: A Private Affair[1]
- 2012: An Absolute Deception[1]
- 2014: Little White Lies[1]
- 2016: The Last Debutante[31]
- 2021: Soul Sisters[32]

### Veröffentlichungen (Auswahl)
- 2000: White Papers, Black Marks: Architecture, Race, Culture[8]
- 2017: FOLIO: Journal of Contemporary African Architecture Vol. 1[2][33]
- 2020: FOLIO: Journal of Contemporary African Architecture Vol. 2[33]